# Rudolf Gruber
Rudolf Gruber (29. listopadu 1864 Sollenau – 13. října 1926 Sollenau) byl rakouský křesťansko sociální politik, na počátku 20. století poslanec Říšské rady, v poválečném období poslanec rakouské Národní rady.

## Biografie
Vychodil národní školu a zemědělskou odbornou školu. Působil jako majitel hostince a zemědělského hospodářství. Angažoval se v Křesťansko sociální straně Rakouska. Patřil mezi její první stoupence v Dolních Rakousích. Od roku 1902 byl poslancem Dolnorakouského zemského sněmu. Angažoval se v Zemědělském kasinu, zemědělských záložnách a různých okresních spolcích. Byl členem výboru Společenství hostinských ve Vídeňském Novém Městě. Působil jako starosta rodného Sollenau. Byl viceprezidentem dolnorakouské zemské zemědělské rady a náměstkem předsedy Dolnorakouského rolnického svazu.
Na počátku 20. století se zapojil i do celostátní politiky. Ve volbách do Říšské rady roku 1907, konaných poprvé podle všeobecného a rovného volebního práva, získal mandát v Říšské radě (celostátní zákonodárný sbor) za obvod Dolní Rakousy 50. Usedl do poslanecké frakce Křesťansko-sociální sjednocení. Mandát obhájil ve volbách do Říšské rady roku 1911 za týž obvod. Usedl do klubu Křesťansko-sociální klub německých poslanců. Ve vídeňském parlamentu setrval až do zániku monarchie. V Říšské radě se profiloval jako zdatný řečník. K roku 1911 se profesně uvádí jako zemský poslanec, majitel hostince a zemědělského hospodářství.
Po válce zasedal v letech 1918–1919 jako poslanec Provizorního národního shromáždění Německého Rakouska (Provisorische Nationalversammlung), od 4. března 1919 do 9. listopadu 1920 byl poslancem Ústavodárného národního shromáždění Rakouska a od 10. listopadu 1920 do své smrti poslancem rakouské Národní rady.